# Zollparlament

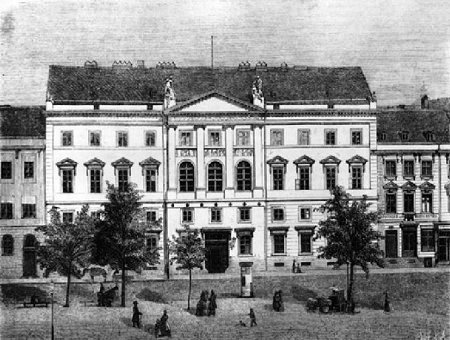
Le palais Hardenberg à Berlin, siège de la chambre des représentants de Prusse et du Zollparlament (gravure de 1868).

Le Zollparlament, littéralement « parlement douanier », est un organe public servant à la coordination des douanes. Composé de 85 députés élus par les États d'Allemagne du Sud de la Confédération germanique et les députés du Reichstag de la Confédération de l'Allemagne du Nord, il s'est réuni entre 1868 et 1870 et a fait partie d'une tentative de réformer la Zollverein, soit l'union douanière allemande.

## Histoire
Entre la guerre austro-prussienne de 1866 et la guerre franco-allemande de 1870 se posa la question de la réforme de la Zollverein afin de rapprocher les États du sud de l'Allemagne de la nouvelle fondée confédération de l'Allemagne du Nord. Cela devait aboutir à une sorte d'État fédéral douanier. La réforme prévoyait de donner le droit de veto à la seule Prusse. Une nouvelle institution nommée Zollparlament devait voir le jour également. L'idée, émanant du chancelier prussien Otto von Bismarck, était d'ajouter aux 297 députés de la confédération 85 députés élus dans les États du sud selon un processus électoral unique. Le parlement de la confédération germanique servant de modèle, notamment pour déterminer le nombre de députés. Les États du sud étaient réticents à ce projet, mais la Prusse menaçait de dissoudre totalement le Zollverein en cas de refus. Dans ce cas certaines de ses tâches seraient revenues au royaume de Bavière. Ce nouveau parlement aurait aussi servi de moyen de pression pour aboutir à l'État-Nation allemand. Ces objectifs furent définis en juin 1867, le parlement siégea pour la première fois le 1er janvier 1868.
En février 1868 eurent lieu les élections dans les États d'Allemagne du sud. Elles ne se soldèrent pas par la victoire des national-libéraux mais par celle des anti-prussiens. Ainsi, en Bavière, parmi les 27 élus, seuls 12 étaient favorable à la solution petite-allemande auxquels s'ajoutaient 9 députés à la position peu claire. Dans le royaume de Wurtemberg, tous les sièges étaient occupés par des anti-prussiens. Dans le grand-duché de Bade, étaient élus 6 anti-prussiens pour 8 pro-prussiens. Enfin, en grand-duché de Hesse, aucun anti-prussien ne fut élu. 

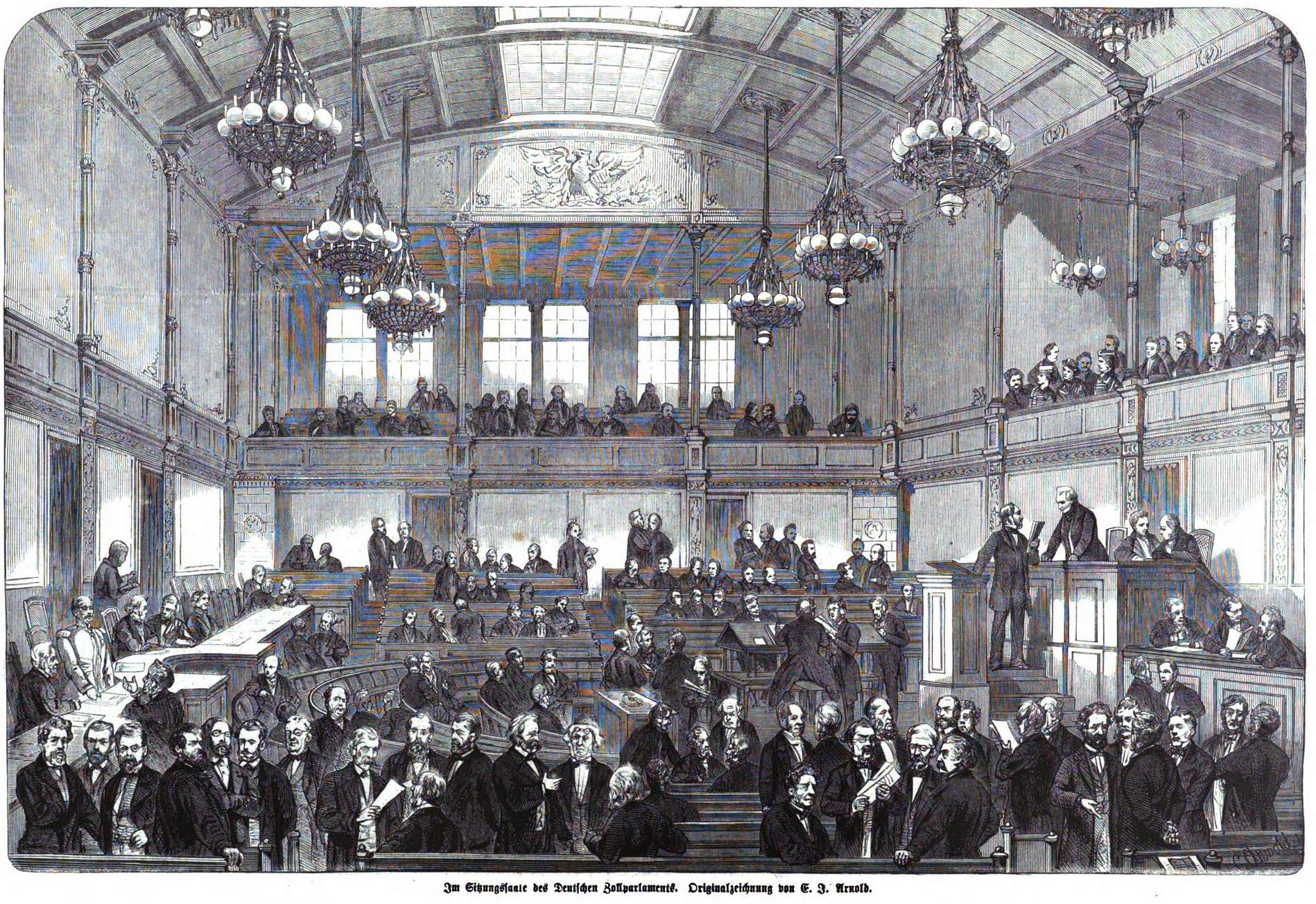
La salle du Zollparlament au palais Hardenberg (gravure de 1868).

Ce résultat inattendu rendait caducs les calculs du chancelier prussien. Il ne pouvait pas exercer de pression sur les gouvernements des États du sud, les anti-prussiens du sud faisant alliance avec les fédéralistes du Deutsch-Hannoversche Partei et les catholiques avaient la majorité dans l'assemblée. Le porte-parole de ce groupe était Ludwig Windthorst, un catholique originaire de l'ancien Royaume de Hanovre. L'espoir de faire de ce parlement un parlement national était donc déçu.
Cependant, le parlement permit d'aller plus loin dans l'union économique et préfigura d'une certaine manière le Reichstag. Il se réunit 3 fois entre 1868 et 1870. Le lieu des débats était le Palais Hardenberg de Berlin, situé dans la Leipziger Straße, qui était également le siège de la chambre des représentants de Prusse.